# Hyloctistes subulatus
Hyloctistes subulatus е вид птица от семейство Furnariidae.

## Разпространение
Видът е разпространен в Боливия, Бразилия, Колумбия, Коста Рика, Еквадор, Никарагуа, Панама, Перу и Венецуела.